# Real Oviedo

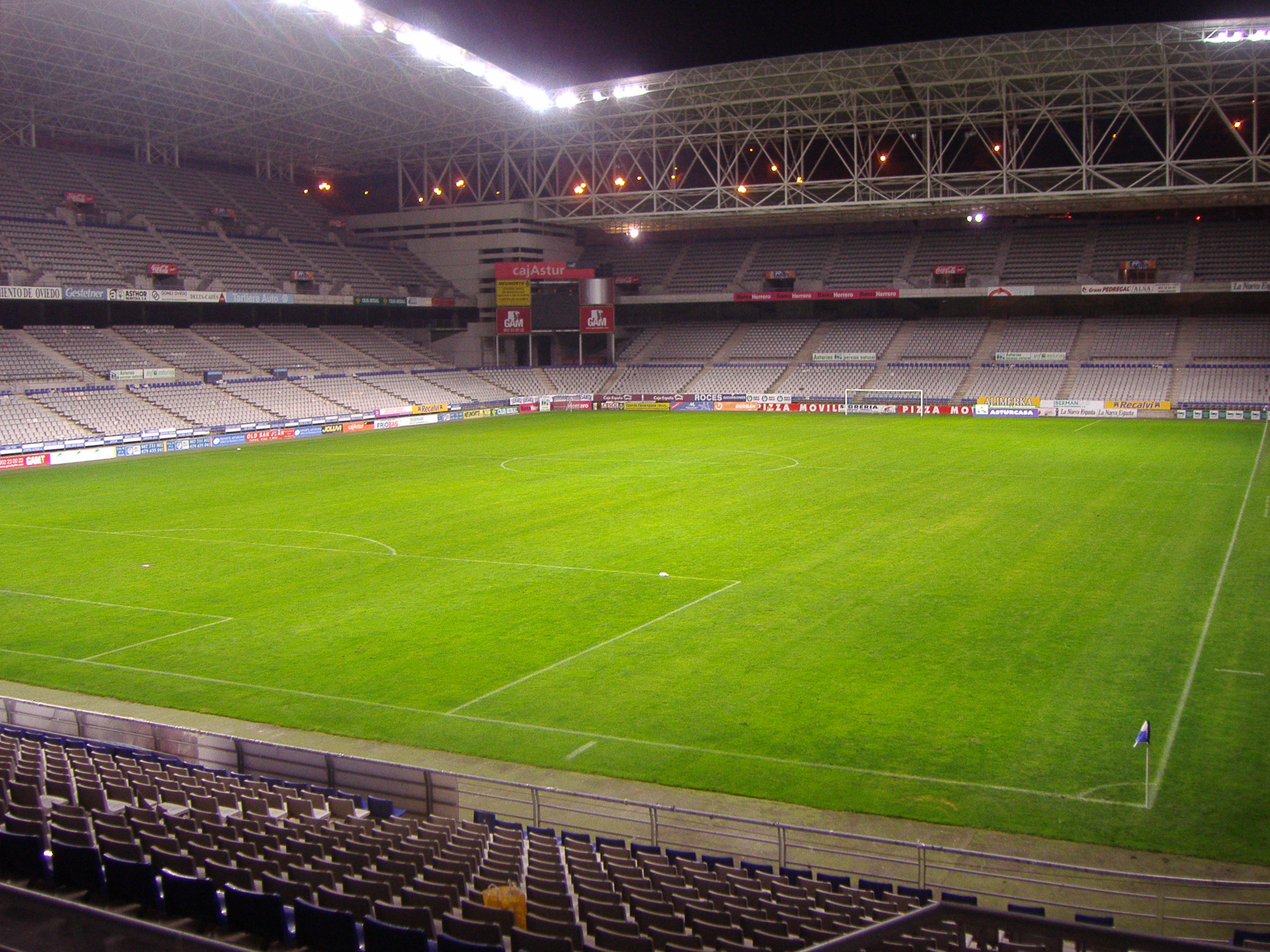
Estadio Carlos Tartiere v roce 2008

Real Oviedo (celým názvem Real Oviedo S.A.D.) je španělský fotbalový klub z města Oviedo na severu Španělska. Založen byl roku 1926. Domácí zápasy hraje na stadionu Estadio Carlos Tartiere s kapacitou 30 500 míst. Klubové barvy jsou modrá a bílá. Hráči mají přezdívku azules (modří) nebo carbayones (podle starého dubu, který je symbolem města). Hlavním rivalem je Sporting de Gijón, vzájemný zápas je známý jako Derbi asturiano. Oviedo je v něm úspěšnější s bilancí 45 vítězství, 28 remíz a 34 porážek.
Klub odehrál ve španělské nejvyšší soutěži 38 sezón v letech 1933–1950, 1952–1954, 1958–1965, 1972–1974, 1975–1976 a 1988–2001. Nejlepším výsledkem bylo třetí místo v letech 1935, 1936 a 1963. V historické tabulce nejvyšší soutěže figuruje Real Oviedo na sedmnáctém místě.
V roce 2003 se klub z důvodu platební neschopnosti dostal až na čtvrtou ligovou úroveň, od roku 2015 hraje v Segunda División (druhá španělská liga). V sezoně 2024/2025 uspěl v postupovém play-off a po téměř čtvrtstoletí se vrátil do Primera División.
Jediné vystoupení Ovieda v evropských pohárech přinesl Pohár UEFA 1991/92, kde tým v prvním kole vypadl s Janov CFC po výsledcích 1:0 doma a 1:3 venku. Je historicky nejúspěšnějším účastníkem turnaje Trofeo Emma Cuervo, který vyhrál šestnáctkrát.
Hráč klubu Isidro Lángara byl v letech 1934 až 1936 třikrát v řadě nejlepším střelcem španělské ligy.